# Suzuki SX4
El Suzuki SX4  es un automóvil del Segmento C producido por el fabricante japonés Suzuki desde el año 2006. Algunos de sus rivales son el Honda Civic, el Kia Forte y el Toyota Corolla. Su diseño es perteneciente a Giorgetto Giugiaro, y el modelo es fabricado en Esztergom, Hungría, en Shizuoka, Japón, y en Haryana, India. Su sucesor sedán es el Suzuki Ciaz mientras que el sucesor crossover es el Suzuki S-Cross.

## Versiones

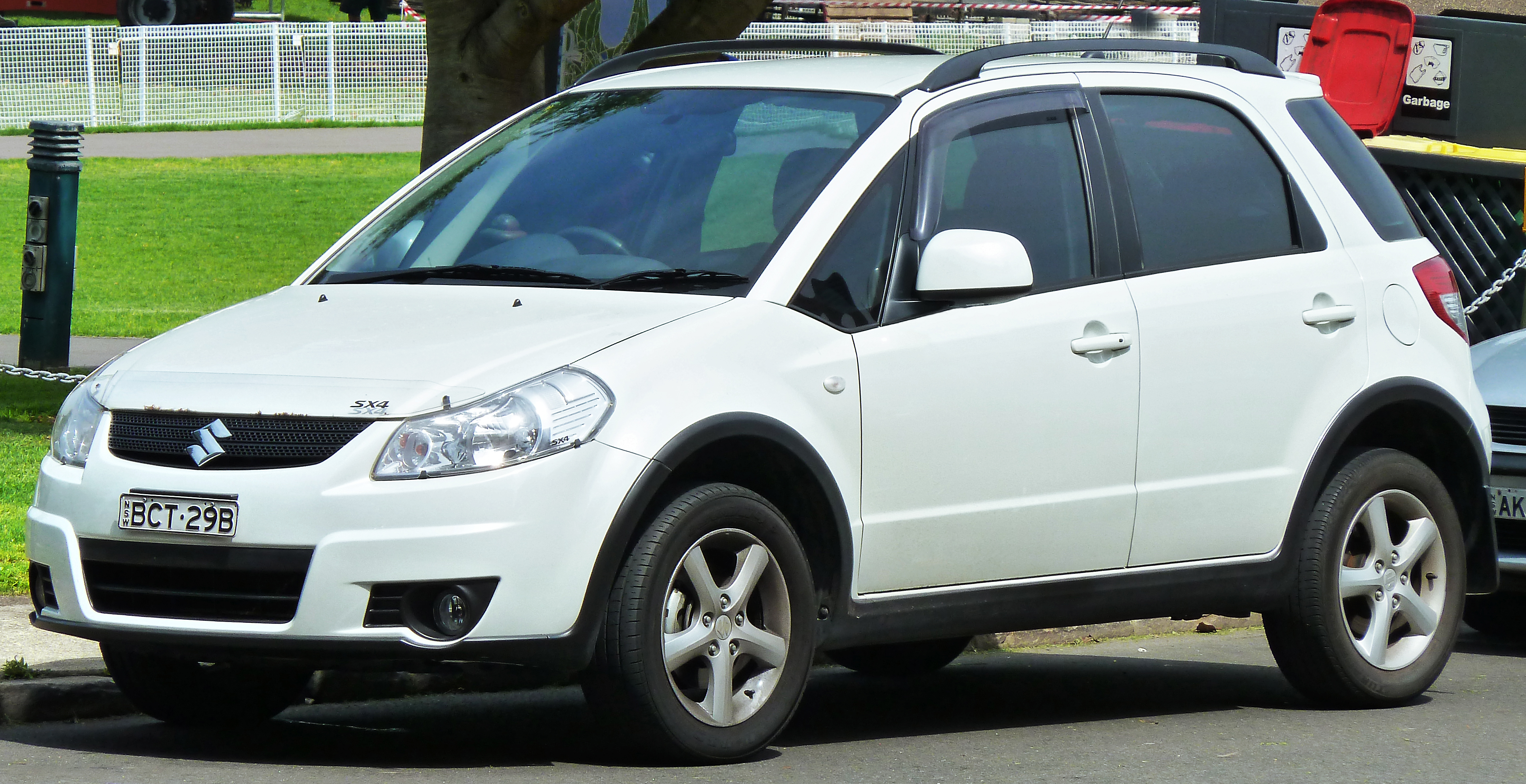
Suzuki SX4 hatchback.

Ambos existen con carrocería hatchback de cinco puertas, y el SX4 también con carrocería sedán de cuatro puertas. El Sedán y algunas versiones del SX4 hatchback tienen accesorios de automóvil todoterreno, suspensión reforzada y neumáticos de uso mixto, por lo que su altura es cercana a la de un todoterreno o un monovolumen. Las características del sedán lo asemejan más a un automóvil de turismo, aunque es más alto que la media.
El modelo es un cinco plazas con motor delantero transversal, disponible con tracción delantera y con tracción a las cuatro ruedas desconectable. Sus motorizaciones son todas de cuatro cilindros de línea. Los gasolina son uno de 1.5 litros de cilindrada y 99 CV de potencia máxima, un 1.6 litros de 107 CV, y un 2.0 litros de 150 CV, mientras que los diésel son un 1.6 litros de 90 CV, un 1.9 litros de 120 CV, y un 2.0 litros de 135 CV, los tres con inyección directa common-rail y turbocompresor.

## Características deportivas
Durante 2007, Suzuki desarrolló una versión de carreras del SX4 para competir en la temporada 2008 del Campeonato Mundial de Rally; un prototipo participó en los rallyes de Córcega y Gales de 2007.
En 2008 participaron en el mundial con la homologación WRC, con los pilotos Gardemeister y Per-Gunnar Andersson.